# Tripteroides latisquama
Tripteroides latisquama är en tvåvingeart som först beskrevs av Edwards 1927.  Tripteroides latisquama ingår i släktet Tripteroides och familjen stickmyggor. Inga underarter finns listade i Catalogue of Life.